# Mr. Frank Visser rijdt visite
Mr. Frank Visser rijdt visite was een Nederlands televisieprogramma dat werd uitgezonden door SBS6. Het programma draaide om mensen die in een juridisch probleem verwikkeld waren. De presentatie van het programma was in handen van Frank Visser, hier stamt ook de naam van het programma vanaf.
In 2020 werd Visser bijgestaan door rechter Reinier Groos.

## Format
In iedere aflevering bezocht Visser drie verschillende partijen die in juridische problemen zaten. Tijdens dit bezoek ging hij met hen in gesprek over dit probleem en ging hij ook ter plekke kijken bij de spelende situatie. Hier is bij de meeste zaken tevens een deskundige bij betrokken om aanvullende informatie over de zaak te geven. Naar aanleiding van dit bezoek en gesprek met een eventuele deskundige geeft Visser de partij een juridisch advies.
In het zevende seizoen kon het voorkomen dat een partij niet bezocht werd door Visser maar door Groos die hen voorzag van een juridisch advies.
In tegenstelling tot het programma Mr. Frank Visser doet uitspraak wordt de zaak niet behandeld en een uitspraak gedaan. De partij moet in dit programma zelf kiezen of ze aan het werk gaan met het gegeven advies.

## Seizoensoverzicht
| Seizoen | Uitzendtijden                                                                                         | Aantal afleveringen | Start seizoen   | Start seizoen | Einde seizoen     | Einde seizoen | Gemiddelde kijkcijfers |
| Seizoen | Uitzendtijden                                                                                         | Aantal afleveringen | Datum           | Kijkcijfers   | Datum             | Kijkcijfers   | Gemiddelde kijkcijfers |
| ------- | --- | ------------------- | --------------- | ------------- | ----------------- | ------------- | ---------------------- |
| 1       | Maandag 21:30 – 22:30 uur                                                                             | 8                   | 9 januari 2017  | 852.000       | 27 februari 2017  | 712.000       | 738.875                |
| 2       | Maandag 21:30 – 22:30 uur                                                                             | 7                   | 15 mei 2017     | 897.000       | 26 juni 2017      | 984.000       | 858.429                |
| 3       | Maandag 21:30 – 22:30 uur (eerste 5 afleveringen) Woensdag 20:30 – 22:30 uur (laatste 6 afleveringen) | 11                  | 2 april 2018    | 914.000       | 19 september 2018 | 766.000       | 690.545                |
| 4       | Woensdag 21:30 – 22:30 uur                                                                            | 8                   | 2 januari 2019  | 957.000       | 20 februari 2019  | 557.000       | 780.250                |
| 5       | Donderdag 21:30 – 22:30 uur                                                                           | 8                   | 31 oktober 2019 | 662.000       | 19 december 2019  | 541.000       | 623.750                |
| 6       | Donderdag 21:30 – 22:30 uur                                                                           | 6                   | 5 maart 2020    | 580.000       | 9 april 2020      | 646.000       | 718.500                |
| 7       | Donderdag 21:30 – 22:30 uur                                                                           | 8                   | 29 oktober 2020 | 548.000       | 17 december 2020  | 334.000       | 530.125                |

## Achtergrond
De eerste aflevering van het programma werd uitgezonden op 9 januari 2017 en was goed voor 852.000 kijkers. Het eerste seizoen sloot af op 27 februari 2017, het programma keerde datzelfde jaar op 15 mei 2017 al terug voor een tweede seizoen. Het derde seizoen dat uit werd gezonden in 2018 bestond uit twee delen. Het eerste deel werd uitgezonden in april, het tweede deel werd uitgezonden in augustus en september datzelfde jaar.
In seizoen zeven dat uitgezonden werd in het najaar van 2020 werd Visser bijgestaan door rechter Reinier Groos die ook enkele zaken voor zijn rekening nam.